# Línea 22 (TUC Pamplona)
| 22 | Merindadeak ↔ Mutiloa Merindades ↔ Mutilva |

La línea 22 del Transporte Urbano Comarcal de Pamplona (EHG/TUC) es una línea de autobús urbano que conecta el barrio de Lezcairu con el centro de Pamplona.
A lo largo de su recorrido conecta lugares importantes como la Plaza de las Merindades o el Colegio Oficial de Médicos de Navarra.
Actualmente, el recorrido de la antigua línea está sustituido por la línea 16.

## Historia
La línea abrió como consecuencia del II Plan de Transporte Urbano de la Camarca de Pamplona-Iruñerria, promovido por el Gobierno de Navarra en el año 2009. Unía entonces la calle Yanguas y Miranda con Berriosuso y Berrioplano.
En septiembre de 2016 se suprimió el servicio de la línea, dejando el servicio en forma de una extensión en manos de la línea 16.
En septiembre de 2017, para dar servicio al nuevo barrio de Lezcairu, se creó una nueva línea de autobús con el mismo número que la anterior a Berriosuso, el 22.
En enero de 2020 se amplió el recorrido de la línea desde Lezcairu hasta Mutilva, por la nueva urbanización Mugartea, sustituyendo a la línea 25 en Santxiki Pasealekua. Asimismo se mejoraron las frecuencias.

## Explotación

### Frecuencias
La línea está operativa todos los días del año. Estas son las frecuencias:
- Laborables: 30' (de 06:33 a 22:33)
- Sábados: 30' (de 06:33 a 22:33)
- Domingos y festivos: 30' (de 06:33 a 22:33)

### Recorrido
Todos los autobuses realizan todo el recorrido.

## Paradas
|  | Parada                                         | Parada | Parada | Parada | Parada                                    | Municipio | Correspondencia                         |  |
|  | ---------------------------------------------- | ------ | ------ | ------ | ----------------------------------------- | --------- | --------------------------------------- |  |
|  | Plaza de las Merindades nº3                    |        | ■      |        | Merindadeen Plaza 3                       | Pamplona  | 1 2 3 4 5 6 8 9 10 11 12 17 18 20 23 25 |  |
|  | Avenida de la Baja Navarra nº34                |        | ■      |        | Bexe Nafarroako Etorbidea 34              | Pamplona  | 4 10 12 18 22 23                        |  |
|  | Calle Valle de Egüés (Calle Fuente de la Teja) |        | ■      |        | Eguesibar Kalea (Teilako Iturria Kalea)   | Pamplona  |                                         |  |
|  | Calle Valle de Egüés (Calle Manuel López)      |        | ■      |        | Eguesibar Kalea (Manuel Lopez Kalea)      | Pamplona  |                                         |  |
|  | Calle Valle de Egüés nº46                      |        | ■      |        | Eguesibar Kalea 46                        | Pamplona  |                                         |  |
|  | Avenida Mugartea (Rotonda)                     |        | ■      |        | Mugarteko Etorbidea (Biribilgunea)        | Mutilva   |                                         |  |
|  | Avenida Mugartea                               |        | ■      |        | Mugarteko Etorbidea                       | Mutilva   |                                         |  |
|  | Paseo Santxiki nº131                           |        | ■      |        | Santxiki Pasealekua 131                   | Mutilva   |                                         |  |
|  | Paseo Santxiki (frente nº131)                  |        | ■      |        | Santxiki Pasealekua (131aren parean)      | Mutilva   |                                         |  |
|  |                                                |        |        |        |                                           |           |                                         |  |
|  | Paseo Santxiki (frente nº131)                  |        | ■      |        | Santxiki Pasealekua (131aren parean)      | Mutilva   |                                         |  |
|  | Avenida Mugartea                               |        | ■      |        | Mugarteko Etorbidea                       | Mutilva   |                                         |  |
|  | Avenida Mugartea (Rotonda)                     |        | ■      |        | Mugarteko Etorbidea (Biribilgunea)        | Mutilva   |                                         |  |
|  | Calle Valle de Egüés (frente nº46)             |        | ■      |        | Eguesibar Kalea 46aren parean             | Pamplona  |                                         |  |
|  | Calle Valle de Egüés (Calle Jose Manuel Baena) |        | ■      |        | Eguesibar Kalea (Jose Manuel Baena Kalea) | Pamplona  |                                         |  |
|  | Calle Valle de Egüés (frente nº8)              |        | ■      |        | Eguesibar Kalea 8aren parean              | Pamplona  |                                         |  |
|  | Avenida de la Baja Navarra nº28                |        | ■      |        | Bexe Nafarroako Etorbidea 28              | Pamplona  | 4 10 12 18 20 23                        |  |
|  | Plaza de las Merindades nº3                    |        | ■      |        | Merindadeen Plaza 3                       | Pamplona  | 1 2 3 4 5 6 8 9 10 11 12 17 18 20 23 25 |  |

## Antigua línea
| 22 | Yanguas y Miranda ↔ Berriogoiti Yanguas y Miranda ↔ Berriosuso |

### Frecuencias
La línea estaba operativa todos los días laborables del año. Estas eran las frecuencias:
- Laborables: 60' (de 07:00 a 22:00)

### Recorrido
Todos los autobuses realizaban todo el recorrido.

### Paradas
|  | Parada                                              | Parada | Parada | Parada | Parada                                                 | Municipio   | Correspondencia   |  |
|  | --------------------------------------------------- | ------ | ------ | ------ | ------------------------------------------------------ | ----------- | ----------------- |  |
|  | Calle Yanguas y Miranda (Calle Estella)             |        | ■      |        | Yanguas y Miranda Kalea (Lizarra Kalea)                | Pamplona    | 10 13 16 17 21    |  |
|  | Calle Taconera (Iglesia de San Lorenzo)             |        | ■      |        | Takonera Kalea (San Lorentzoaren Eliza)                | Pamplona    | 3 4 8 10 15 16 17 |  |
|  | Avenida de Guipúzcoa (frente nº7)                   |        | ■      |        | Gipuzkoako Etorbidea (7aren parean)                    | Pamplona    | 3 16 17           |  |
|  | Avenida de Guipúzcoa (Cuatrovientos)                |        | ■      |        | Gipuzkoako Etorbidea (Cuatrovientos)                   | Pamplona    | 3 7 9 16 17       |  |
|  | Avenida de Guipúzcoa (Calle Francisco Javier Sáenz) |        | ■      |        | Gipuzkoako Etorbidea (Francisco Javier Saenz Kalea)    | Pamplona    | 16 17             |  |
|  | Avenida de Guipúzcoa nº38                           |        | ■      |        | Gipuzkoako Etorbidea 38                                | Pamplona    | 16                |  |
|  | Avenida de Guipúzcoa nº42 BIS                       |        | ■      |        | Gipuzkoako Etorbidea 42 BIS                            | Pamplona    | 16                |  |
|  | Avenida de Guipúzcoa nº63                           |        | ■      |        | Gipuzkoako Etorbidea 63                                | Berriozar   | 16                |  |
|  | Avenida de Guipúzcoa nº53                           |        | ■      |        | Gipuzkoako Etorbidea 53                                | Berriozar   | 16                |  |
|  | Avenida de Guipúzcoa (frente nº16)                  |        | ■      |        | Gipuzkoako Etorbidea (16aren parean)                   | Berriozar   | 16                |  |
|  | Avenida de Guipúzcoa (Cuartel)                      |        | ■      |        | Gipuzkoako Etorbidea (Kuartela)                        | Berriozar   | 16                |  |
|  | Calle Santa Águeda (frente Polígono Plazaola)       |        | ■      |        | Santa Agedako Kalea (Plazaola Industrialdearen parean) | Aizoáin     |                   |  |
|  | Calle Santa Águeda nº4                              |        | ■      |        | Santa Agedako Kalea 4                                  | Aizoáin     |                   |  |
|  | Calle Andrelopa nº86                                |        | ■      |        | Andrelopa Kalea 86                                     | Berriosuso  |                   |  |
|  |                                                     |        |        |        |                                                        |             |                   |  |
|  | Calle Andrelopa nº86                                |        | ■      |        | Andrelopa Kalea 86                                     | Berriosuso  |                   |  |
|  | Calle Andrelopa nº9                                 |        | ■      |        | Andrelopa Kalea 9                                      | Berrioplano |                   |  |
|  | Calle Santa Águeda (frente nº2)                     |        | ■      |        | Santa Agedako Kalea (2aren parean)                     | Aizoáin     |                   |  |
|  | Calle Santa Águeda (Polígono Plazaola)              |        | ■      |        | Santa Agedako Kalea (Plazaola Industrialdea)           | Aizoáin     |                   |  |
|  | Avenida de Guipúzcoa (frente Cuartel)               |        | ■      |        | Gipuzkoako Etorbidea (Kuartelaren parean)              | Berriozar   | 16                |  |
|  | Avenida de Guipúzcoa nº16                           |        | ■      |        | Gipuzkoako Etorbidea 16                                | Berriozar   | 16                |  |
|  | Avenida de Guipúzcoa nº34                           |        | ■      |        | Gipuzkoako Etorbidea 34                                | Berriozar   | 16                |  |
|  | Avenida de Guipúzcoa nº58                           |        | ■      |        | Gipuzkoako Etorbidea 58                                | Berriozar   | 16                |  |
|  | Avenida de Guipúzcoa (frente nº61)                  |        | ■      |        | Gipuzkoako Etorbidea (61aren parean)                   | Berriozar   | 16                |  |
|  | Avenida de Guipúzcoa (Ronda Norte)                  |        | ■      |        | Gipuzkoako Etorbidea (Ipar Ingurubidea)                | Pamplona    | 16                |  |
|  | Avenida de Guipúzcoa (Calle Ventura Rodriguez)      |        | ■      |        | Gipuzkoako Etorbidea (Ventura Rodriguez Kalea)         | Pamplona    | 16                |  |
|  | Avenida de Guipúzcoa (Rotonda Buztintxuri)          |        | ■      |        | Gipuzkoako Etorbidea (Buztintxuri Birbilgunea)         | Pamplona    | 16 17             |  |
|  | Avenida de Guipúzcoa (Cuatrovientos)                |        | ■      |        | Gipuzkoako Etorbidea (Cuatrovientos)                   | Pamplona    | 3 7 9 16 17       |  |
|  | Avenida de Guipúzcoa nº5                            |        | ■      |        | Gipuzkoako Etorbidea 5                                 | Pamplona    | 3 16 17           |  |
|  | Calle Taconera (Bosquecillo)                        |        | ■      |        | Takonera Kalea (Basotxoa)                              | Pamplona    | 3 4 8 10 15 16 17 |  |
|  | Calle Padre Adoain (Baluarte)                       |        | ■      |        | Adoain Aitaren Kalea (Baluarte)                        | Pamplona    | 16 17 21          |  |
|  | Calle Yanguas y Miranda (Calle Estella)             |        | ■      |        | Yanguas y Miranda Kalea (Lizarra Kalea)                | Pamplona    | 10 13 16 17 21    |  |

## Tráfico
| Año  | Pasajeros | Variación |
| ---- | --------- | --------- |
| 2018 | 82 700    | ▲ 20,0%   |
| 2019 | 99 189    | ▲ 20,0%   |

## Futuro
No se prevén nuevas extensiones o modificaciones del servicio por ahora.